# McArthur-River-Uranmine
Die Uranmine McArthur River in der kanadischen Provinz Saskatchewan ist der weltgrößte Produzent von Uran. Die Eigentümer der Mine sind die Unternehmen Cameco und AREVA.

## Geschichte
Die Lagerstätte wurde 1988 im Auftrag von Cameco entdeckt. Die Mine ist seit 2000 in Betrieb. 

## Lagerstätte
Die Mine liegt im Südosten des Athabasca Basin, wo sich fast alle bekannten Uran-Lagerstätten in Kanada befinden. Es ist eine proterozoische Diskordanz-gebundene Uran-Lagerstätte mit Gestein, das durchschnittlich 24,3 % Uranoxid (gemessen als Uran(V,VI)-oxid U3O8) enthält.
Die Lagerstätte wird in einer Tiefe von 500 m bis 600 m bergmännisch abgebaut und produzierte 7.199 Tonnen Uran im Jahr 2007.